# 蕾咪
蕾咪（1986年－），台灣台東縣出生，身兼旅遊與財經部落客、創業家、作家、youtuber等多重身份。
台灣著名的歐美旅遊與理財部落客，商業周刊《商周財富網》名人堂的駐站名人。
台灣自媒體產業發展協會常務理事。

## 學經歷
學歷：
- 國立中興大學資訊科學與工程學系
- 國立台灣大學電子工程學研究所

經歷：
- 工業技術研究院設計工程師[5]。
- 新思科技研發工程師[6]。
- 台灣自媒體產業發展協會常務理事[4]。
- 於107年6月15日創辦東燁數位行銷有限公司。
- 創辦理財讀書會「投資理財讀書會101」，以每個月閱讀一本理財書的讀書會形式，分享給更多人理財的觀念。
- YouTube頻道截至2022年5月有30萬訂閱數。

## 著作
1. 《小資族下班後翻倍賺：財富自由GET！3步驟月入六位數、30歲前晉升新富族》，出版社：方智 ，出版日期：2021年8月1日，ISBN：9789861756226。

## 外部連結
- 個人網站：蕾咪哈哈 （页面存档备份，存于）
- Facebook：蕾咪 - Rami's  Love & Live （页面存档备份，存于）
- YouTube：蕾咪 Rami （页面存档备份，存于）